# Preromanticismo
Il Preromanticismo è una corrente storico-tipologica che tenta di inquadrare il periodo degli ultimi decenni del XVIII secolo, in cui nascono nuovi tipi di sensibilità in riferimento agli stimoli delle grandi rivoluzioni.

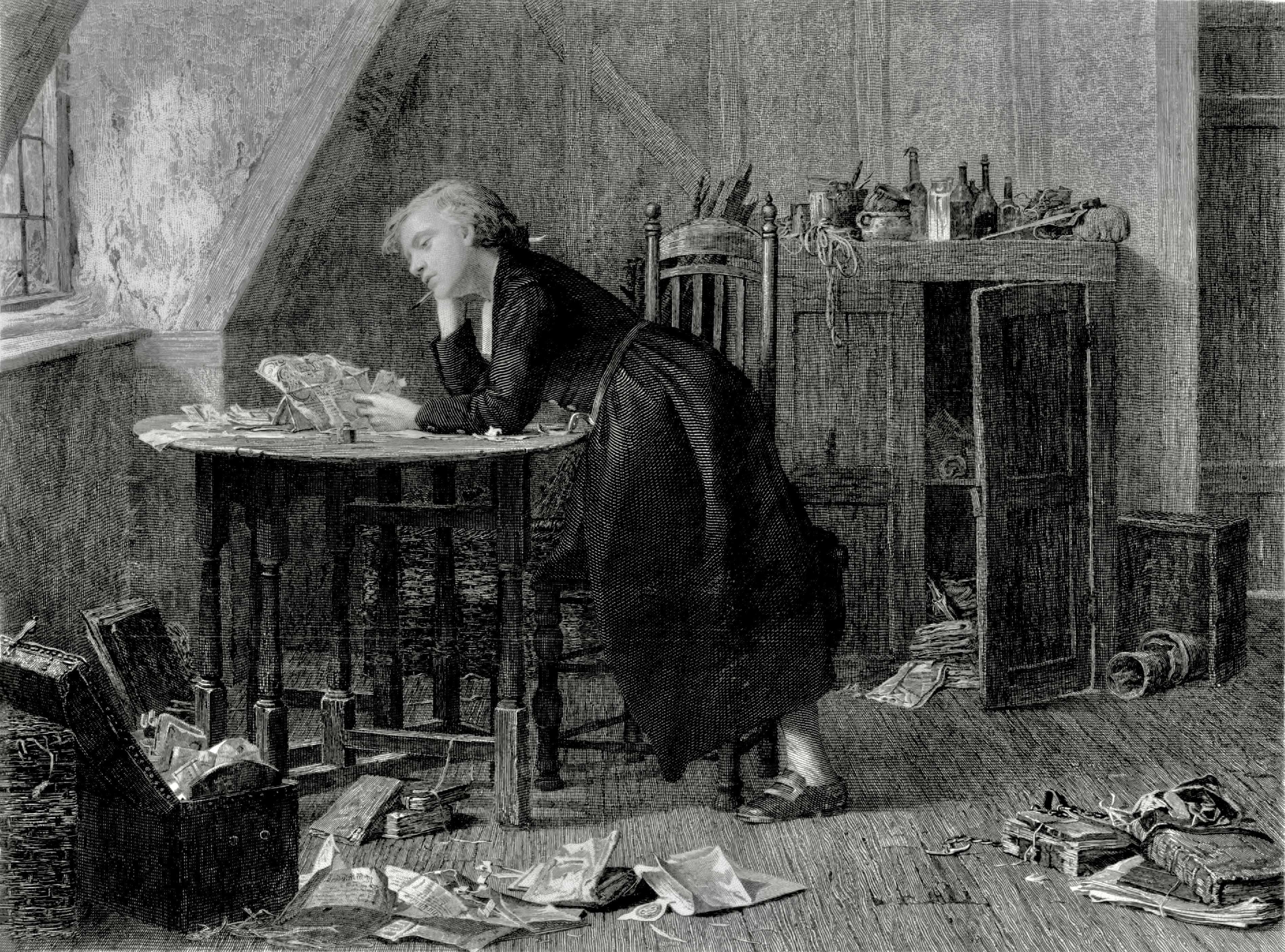
Thomas Chatterton, giovane prodigio morto nel 1770, che anticipò temi del Romanticismo.

La critica più recente ha dibattuto circa la correttezza o meno di un'impostazione in chiave teleologica della storia culturale, per cui taluni atteggiamenti di artisti, letterati e intellettuali avrebbero anticipato ciò che sarebbe stato proprio del Romanticismo ottocentesco.

## Caratteristiche
Tradizionalmente la seconda metà del XVIII secolo è inquadrabile attraverso l'influsso delle teorie di Jean-Jacques Rousseau e dell'Illuminismo della seconda metà del XVIII secolo: si tratterebbe di Illuminismo "antirazionale" più che di irrazionalismo (appartenente invece alla cultura romantica).
- Antirazionalismo: nel processo evolutivo dell'uomo, la ragione ha portato ad un progressivo soffocamento delle sue componenti naturali (istinti, sentimenti, passioni e immaginazione); tuttavia, la ragione non viene considerata negativa in assoluto, ma è bene trovare un equilibrio tra i due poli (ragione e natura) che sono ingeniti e congeniti nell'uomo (vero senso del ritorno allo stato di natura predicato da Rousseau).
- Irrazionalismo: la ragione viene considerata troppo debole e insufficiente per poter conoscere il mondo e i suoi segreti, declassandola nonostante la sola componente naturale nell'uomo.

Gli autori principali di questo periodo furono in Inghilterra Thomas Gray (con la sua opera principale Elegia scritta in un cimitero campestre) e James MacPherson (di cui ricordiamo i famosi Canti di Ossian), in Germania Gotthold Ephraim Lessing e i poeti dello Sturm und Drang, in Italia Vittorio Alfieri, Ugo Foscolo e Ippolito Pindemonte. In Italia, Melchiorre Cesarotti traduce i Canti di Ossian; "l'illuminista" Alessandro Verri immagina di discorrere con le ombre degli antichi (Notti Romane); Ippolito Pindemonte effonde le sue malinconie nelle Poesie e nelle Prose campestri nonché in un saggio di poesia sepolcrale (I Cimiteri); Vittorio Alfieri manifesta inquietudini preromantiche nelle sue opere (un "protoromantico" lo definì Benedetto Croce).
Le riflessioni sulla morte, sui cimiteri e le immagini tenebrose dei Canti di Ossian di James MacPherson (1736-1796), il recupero delle leggende medievali, sono invece privilegiate in un'ottica romantica, poiché le produzioni artistiche e letterarie del Medioevo vennero considerate come libera e genuina espressione del popolo (Volksgeist).
Appartengono a questa temperie culturale il gusto per atteggiamenti patetici e malinconici, la ricerca della solitudine, l'esaltazione della tenerezza sentimentale e della capacità di commozione come segno di nobiltà e fierezza di spirito. Erano motivi già presenti nelle letterature europee del XVIII secolo, specie in Gran Bretagna e Francia, diffusi con il genere larmoyant (lacrimevole)  e l'esaltazione sentimentale di Jean Jacques Rousseau.

## In Europa

### In Svizzera: Rousseau
Jean-Jacques Rousseau (1712-1778), nato a Ginevra, è uno dei primi scrittori pre-romantici e ha avuto una grande influenza in tutta Europa.
La madre è morta dandolo alla luce; suo padre ha lasciato Ginevra a causa di una denuncia e ha lasciato il figlio sotto la tutela di un pastore protestante, chiamato Lambercier. Nel 1728 è stato accolto nella famiglia della signora Warrens, ad Annecy, dove è battezzato e convertito al cattolicesimo.
Rousseau ha detto nel suo Discorso sull'origine e i fondamenti della diseguaglianza tra gli uomini (1755) che la civiltà ha degradato l'uomo. Esso è destinato a ritornare allo stato primitivo, l'uomo naturale nella sua più pura essenza. Nel suo romanzo Emilio o dell'educazione (1762), pedagogico e di carattere sentimentale, espone i modi su come educare l'uomo a quel suo ideale di semplicità. È deista e crede nella bontà primitiva dell'uomo.
Nel suo libro Giulia o la nuova Eloisa (1761), romanzo sottotitolato "lettere di due amanti che vivono su una collina ai piedi delle Alpi", si ritrovano tutti gli aspetti che dovranno in seguito condurre al romanticismo: una passione amorosa esaltata la cui azione si svolge in un paesaggio malinconico.
Le fantasticherie del passeggiatore solitario (1776-78), dove si affronta il suo sentimentalismo nei confronti della natura, e Le confessioni (postumo), sono opere del suo ultimo periodo di attività letteraria nonché testi importanti per comprendere l'autore.
Altri scrittori svizzeri, come il pittore Johann Heinrich Füssli, meglio conosciuto come Henry Fuseli, per un certo lasso di tempo assai vicino allo Sturm und Drang, sono considerati autori del Preromanticismo.

### In Germania
- Johann Gottfried Herder può essere considerato come uno dei punti di riferimento del preromanticismo tedesco, pur mantenendo alcune caratteristiche dell'Illuminismo, probabilmente per influenza di Immanuel Kant.
- Johann Wolfgang von Goethe è il più importante scrittore della letteratura tedesca ed uno dei più rappresentativi del mondo.
- Friedrich Schiller è il più significativo drammaturgo tedesco del suo tempo.

### In Inghilterra
Anche l'Inghilterra viene considerata una culla del Romanticismo, così come il Rinascimento era sorto nella penisola italiana, il Barocco in Spagna ed il Neoclassicismo in Francia.
Gli scrittori più importanti di questo movimento sono:
- Allan Ramsay (1686-1758), che ha raccolto numerose ballate d'amore che diventeranno ben presto un romantico arsenale medievale di argomenti molto diffuso tra la gente.
- James Thomson (1700-1748), che ha riscoperto l'innocenza della natura selvaggia e la vita rurale nella libertà per i poeti britannici attraverso il suo poema "The Seasons".
- James Macpherson (1736-1796), che ha pubblicato "Gaelic Poems", attribuendoli ad un presunto poeta celtico del secondo e terzo secolo chiamato Ossian. Nei Canti di Ossian si esaltano i sentimenti primitivi (l'amore e la vendetta) con grande lirismo. In seguito, si è appreso che si trattava di una invenzione di Macpherson, anche se la sua influenza in tutta Europa, e ancora di più nella scuola romantica, era già stato compiuto.
- Horace Walpole (1717-1797), padre del romanzo gotico, dove coltiva il suo gusto eclettico e suggestivo nei confronti dell'esotico, che lo ha anche portato a costruire il primo edificio gotico, Strawberry Hill, nel 1748.
- Thomas Chatterton (1752-1770), un giovane poeta povero e brillante, ha creato un eteronimo, il monaco medievale Rowley, le cui opere è riuscito a passare come vere su ispirazione di Macpherson; morì suicida mentre ancora molto giovane.
- Edward Young (1683-1765), è stato il cappellano di Giorgio II di Gran Bretagna. Ottenne una rapida fama con i suoi "pensieri notturni", lavoro pieno di meditazioni funebri. Young è colui che introduce nella primissima poesia romantica europea il tema della notte e dell'astro lunare.
- Thomas Gray (1716-1771), la cui fama è dovuta, in primo luogo, alla sua Elegia scritta in un cimitero campestre (1750), il cui lavoro inizia il tono malinconico che caratterizzano poi l'intera poesia romantica successiva. Lui e Edward Young appartengono al gruppo della cosiddetta scuola cimiteriale la quale coltivava con passione questo tipo di lirismo cupo.
- William Cowper (1731-1800), preoccupato per l'amore per la natura, gli animali e la vita rurale.
- Thomas Percy (1729-1811), vescovo appartenente con Gray alla "scuola cimiteriale".

Altri scrittori che anticipano il movimento potrebbero essere Samuel Richardson col suo Clarissa e il Laurence Sterne del Viaggio sentimentale (1768).

### In Francia
- Jacques-Henri Bernardin de Saint-Pierre (1737-1814), autore del celebre romanzo Paolo e Virginia , romanticismo impostato nell'arcipelago delle isole Mauritius, dove si può vedere chiaramente l'ideologia di Rousseau.
- Louis-Sébastien Mercier (1740-1814), un discepolo di Rousseau, che ha inventato il costumbrismo francese nella letteratura con il suo "Tableau de Paris", indaga la fantascienza con il suo Ucronia (ambientato nell'anno 2440) e promuove una rottura con la tragedia francese neoclassica attraverso i suoi "Essai Dramatigue sur l'Art", in cui auspica la creazione di un teatro nazionale vivo e sensibile alla società di oggi, la vita quotidiana ed il cui destinatario è la gente comune.
- Madame de Staël (1766-1817), parigina di nascita ma di origine svizzera e appassionata di Rousseau, scrisse un fondamentale studio per l'introduzione del Romanticismo in Francia, intitolato "De l'Allemagne" (1810), che Napoleone ordinò di cercare e distruggere e che fu la causa scatenante del suo esilio. Ha scritto molti romanzi ed è stata una dei precorritori del femminismo; ella eccelleva anche come critico letterario.
- François-René de Chateaubriand (1768-1848) fece rivivere, rivendicandone l'appartenenza, lo spirito del Medioevo e il cristianesimo, come emarginato dai philosophes dell'Illuminismo, nella sua apologia Genio del Cristianesimo; ha scritto inoltre anche una serie di romanzi dove la natura gioca un ruolo importante (come Atala e René), ed ha sottolineato la soggettività e la trascendenza dell'io artistico sviluppando una lunga e famosa autobiografia, le Memorie d'oltretomba.

### In Scandinavia
Il poeta e drammaturgo danese Johannes Ewald (1743-1781), alcolizzato, conduceva una vita solitaria ed ha prodotto la sua prima poesia pre-romantica sulla "morte di Baldr" (1774); con essa diventa il primo poeta danese ad utilizzare i temi della saghe e della mitologia norrena. Inoltre ha scritto "Lille Gunver", il primo libro di letteratura cavalleresca danese.

### In Italia
Nell'ambito del romanticismo italiano, lo storicismo di Giambattista Vico (1668–1744) che vedeva la storia umana fatta di continui «corsi e ricorsi», cioè di avanzamenti e involuzioni, fu ritenuta anticipatrice della concezione romantica della storia, tortuosa e pervasa da forze nascoste provvidenziali. A lui si rifece tra gli altri Vincenzo Cuoco (1770–1823).
- Melchiorre Cesarotti (1730–1808) traduce i Canti di Ossian da James Macpherson.
- Vittorio Alfieri (1749–1803), un "proto-romantico", secondo il critico Benedetto Croce, rappresenta il completo esempio di Preromanticismo in Italia, più sul contenuto delle sue opere (rivolta, dei conflitti di potere e libertà), sotto forma di ispirazione classica.[4]
- Ippolito Pindemonte (1753–1828) getta un'aura di malinconia nelle sue "Poesie e Prose campestri" e descrive la sepoltura in un tentativo di poemetto, intitolato "I Cimiteri".
- Ugo Foscolo (1778–1827), durante l'esilio liberale a Londra, compose il suo celebre poema Dei Sepolcri (1807) e il suo romanzo epistolare Ultime lettere di Jacopo Ortis (1802-1803).

### In Spagna
In Spagna il periodo neoclassico ha avuto una breve durata. Quando a malapena aveva iniziato a trionfare, ecco che nuovi gusti e idee provenienti dalla Francia e dall'Inghilterra hanno portato al Preromanticismo. Inoltre, i grandi scrittori del Settecento accusano negli ultimi anni della loro esistenza una crisi del Neoclassicismo ed avviano la tendenza pre-romantica.
In questo momento, l'assimilazione di idee classiche e sentimenti pre-romantici sono più strettamente uniti nei poeti della "scuola letteraria salmantina del XVIII secolo" (Manuel José Quintana, Cienfuegos, José Cadalso) e della scuola di Siviglia (Alberto Lista, Manuel María de Arjona, José María Blanco Crespo e Jose Marchena).
- Manuel Jose Quintana, liberale accanito, dallo stile poetico fortemente patriottico e civile, in linea con il neoclassicismo tipico, a volte si avvicina al pre-romanticismo in poesie come quelle dedicate al mare, al Pantheon del monastero dell'Escorial o nelle biografie dei grandi eroi storici spagnoli.
- Nicasio Álvarez Cienfuegos fornisce alcuni spunti e stimoli di coscienza sociale, perché credeva nella fraternità universale nello stesso modo in cui ci credeva Cicerone, nonché il ruolo della carità nell'ordine sociale, cercando di rinnovare la stagnazione dell'epiteto neoclassico.
- José Cadalso sperimenta fortemente l'influenza di Edward Young nelle sue notti cupe e negli aspri attacchi contro la società del suo tempo.
- Alberto Lista è il primo ad esprimere sentimenti patriottici sinceri senza costruzioni retoriche e a dar valore ed importanza al sentimento e al pathos nella forma poetica, educando in tal modo la prima generazione di romantici come José de Espronceda.
- José María Blanco Crespo, un liberale puro, rifiuta la tradizione clericale spagnola, pone dubbi sull'esperienza di fede, fino ad abbandonare le proprie precedenti abitudini e diventare un anglicano e successivamente un appartenente all'unitarianismo; scrive poesie romantiche in inglese e spagnolo e valorizza adeguatamente la letteratura medievale, della quale si dimostra già essere un critico moderno.
- Jose Marchena è un convinto giacobino rivoluzionario sino a francesizzare il proprio nome in Josefino. Ebbe a tradurre il poema materialista epicureo e ateo De rerum natura di Tito Lucrezio Caro in endecasillabi eroici e varie altre opere di pensatori atei e rivoluzionari, facendone circolare i testi e declamando poesie contro l'Inquisizione spagnola; tratta infine temi patetici medievaleggianti su varie questioni come sulla vicenda riguardante Eloisa e Pietro Abelardo.

### In Russia
All'interno dell'Impero russo il Preromanticismo è stato denominato "sentimentalismo", ed il suo più caratteristico autore è Nikolai Karamzin, con romanzi sentimentali come "La povera Liza".